# 巴茨內斯特 (阿拉巴馬州)
巴茨內斯特（英語：Batts Nest）是位於美國阿拉巴馬州溫斯頓縣的一個鬼鎮。由於此地已於1990年代被荒廢，本地已無人居住。

## 地理
巴茨內斯特的座標為34°09′16″N 87°36′01″W / 34.15444°N 87.60028°W，而該地的平均海拔高度為260米（即853英尺）。